# Kalamata FC
Kalamata FC (Grieks: Π.Σ. Καλαμάτα) is een Griekse voetbalclub uit Kalamáta.
De club werd in 1967 opgericht als AO Kalamata en speelde voor het eerst in de hoogste klasse in 1972/73, de club degradeerde meteen maar kon ook meteen terugkeren. De tweede poging in de hoogste klasse was echter nog minder succesvol als de eerste. Hierna was het tot 1995/96 wachten vooraleer de club een wederoptreden maakte in de hoogste klasse, nu kon Kalamata drie seizoenen op rij in de hoogste klasse spelen.
Na één seizoen keerde de club terug en werd negende waardoor het kon deelnemen aan de Intertoto Cup. Het volgende seizoen moest de club echter opnieuw een stap terugzetten.

## Kalamata in Europa
#R = #ronde, T/U = Thuis/Uit, W = Wedstrijd, PUC = punten UEFA coëfficiënten .
Uitslagen vanuit gezichtspunt Kalamata FC
| Seizoen | Competitie    | Ronde | Land              | Club            | Totaalscore | 1e W    | 2e W    | PUC |
| ------- | ------------- | ----- | ----------------- | --------------- | ----------- | ------- | ------- | --- |
| 2000    | Intertoto Cup | 3R    | Vlag van Tsjechië | FK Chmel Blšany | 0-8         | 0-5 (U) | 0-3 (T) | 0.0 |

Totaal aantal punten voor UEFA coëfficiënten: 0.0
Zie ook
- Deelnemers UEFA-toernooien Griekenland

## Bekende (ex-)spelers
- Yannick Vervalle